# Саульский, Игорь Юрьевич
Игорь Юрьевич Саульский (род. 1 ноября 1952, Москва) — советский клавишник, композитор. Участник групп «Арсенал», «Аракс», «Скоморохи», «Машина времени».

## Биография
Родился 1 ноября 1952 года в Москве в семье композитора Юрия Саульского.
В группу «Скоморохи» Саульский попал после того, как перед Всесоюзным фестивалем бит-групп «Серебряные струны» в Горьком группу покинули двое её участников. Саульскому пришлось разучивать партии бас-гитары в поезде «Горький — Москва». В начале 1970-х годов также играл в группах «Лучшие годы» и «Машина времени» (в составе последней принял участие в записи для программы «Музыкальный киоск»).
В 1975 году окончил дирижёрско-хоровое отделение Музыкального училища при Московской консерватории. Сотрудничал с группой «Цветы», работал с «Араксом» в театре имени Ленинского комсомола, позже перешёл в джаз-рок-группу Алексея Козлова «Арсенал». По некоторым данным, благодаря помощи его отца Юрия Саульского, «Машине времени» удалось избежать многих неприятностей с бюрократическим аппаратом.
В 1978—1980 годах играл в дуэте с саксофонистом Алексеем Зубовым, исполняя фри-джазовые импровизации с влиянием фолк-рока.
В 1980 году Саульский уехал в США, занялся бизнесом в области информационных технологий. Живёт в Вашингтоне. Имеет свою компанию по написанию музыки к видеорекламе.

## Семья
- Отец — Юрий Сергеевич Саульский (1928—2003), композитор.
- Брат — Андрей Саульский (1960).
- Брат по отцу — Роман Саульский (1975).
- Сестра по отцу — Анна Саульская (1975).